# Jamboree mondial de 1937

Emblème du 5e jamboree scout mondial.

Le jamboree mondial de 1937 est le cinquième jamboree scout. 
Il se tient à Vogelenzang-Bloemendaal, aux Pays-Bas, et rassemble près de 28 750 scouts venus de 54 pays et territoires.

## L'organisation du camp
À l'approche de la guerre se tient le dernier jamboree de Baden Powell, à 80 ans: « Maintenant le temps est venu pour moi de vous dire au revoir. Je veux que vous meniez des vies heureuses. Vous savez que beaucoup d'entre nous ne se reverront plus jamais dans ce monde ». Il y vient avec son épouse, Lady Baden-Powell, chef guide du monde, qui est accueillie par des guides.  